# Мысль (рассказ)
«Мысль» — рассказ писателя Леонида Андреева (1871—1919), написанный в 1902 году.

## История создания
Рассказ написан в 1902 году, закончен в апреле. Опубликован в том же 1902 году, в журнале «Мир Божий», № 7, с посвящением жене писателя, Александре Михайловне Андреевой.
Сразу по окончании работы над рассказом Андреев сообщил об этом Горькому — и спросил совета насчёт окончания произведения, а также поинтересовался мнением Горького по поводу рассказа. Тот посоветовал Андрееву убрать в концовке фразу «Присяжные отправились совещаться», именно ею рассказ заканчивался у Андреева. Совет был принят. Отзыв же Горького о рассказе был таков: «Пускай мещанину будет страшно жить, сковывай его паскудную распущенность железными обручами отчаяния, лей в пустую душу ужас! Если он всё это вынесет — так выздоровеет, а не вынесет, умрёт, исчезнет — ура!»

## Сюжет
Главный герой рассказа, доктор Керженцев, собирается убить своего друга, писателя Алексея Савёлова. Чтобы осуществить свой замысел и при этом не быть осуждённым, он задумывает симулировать сумасшествие. Он руководствуется в этом собственной интуицией (как и Леонид Андреев при написании рассказа).
Вера Керженцева в возможности его собственной мысли безгранична. Но постепенно мысль изменяет ему, и он обнаруживает себя посреди захлестнувшего его сумасшествия.

## Композиционное построение рассказа
Рассказ построен в виде записок главного героя, которые тот ведёт, находясь в тюремной психиатрической лечебнице и ожидая суда. Доктор Керженцев адресует свои записи судьям, но в ходе рассказа они всё больше напоминают дневник его сумасшествия.
Главы рассказа — «листы», пронумерованные то ли самим героем-повествователем, то ли судебными приставами.

## Отзывы критики
«Курьер», информируя читателей о выходе нового рассказа Андреева 30 июня 1902 года, назвал произведение психологическим этюдом, определив идею рассказа следующим образом: «Банкротство человеческой мысли».
Также Н. К. Михайловский, которому рассказ был послан ещё в рукописи, возвратил его, говоря, что он некомпетентен в вопросах психиатрии. А художественного смысла он в рассказе не нашёл.
Леонид Андреев даже, в шутку, в 1914 году, назвал рассказ очерком «по судебной медицине»
А. А. Измайлов отнес «Мысль» к категории «патологических рассказов», назвав её по впечатлению самым сильным после «Красного цветка» Всеволода Гаршина и «Чёрного монаха» А. П. Чехова Первые рецензенты упрекали Андреева за отсутствие в его рассказе художественной правды, находили «Мысль» вычурной и ненужной, «отвратительным кошмаром».
Были и иные отзывы. Например — Н. Геккера. «Доктор Керженцев не может быть типичным представителем своего поколения только потому, что в нём и его болезненных припадках весь душевный уклад его сверстников и способы реагирования на окружающее доведены до крайности, так сказать, до абсурда. Но по существу и по основным чертам своего типа он является выразителем того настроения, того индивидуалистического, можно сказать, антропоцентрического направления, которое известно у нас в разных формах его разветвления под названием ницшеанства, декадентства, индивидуализма и т. п.»
«Герой г. Андреева д-р Керженцев, — утверждал В. Мирский,- несомненно, займёт видное место рядом с Поприщиным, Раскольниковым, Кирилловым, Карамазовым, и единственный недостаток „Мысли“ в том, что автор слишком подчеркнул психиатрические особенности болезни своего героя, сделав его таким образом на некоторых страницах интересным только для докторов. Но весь этот больной человек интересен прежде всего для нас».
Сам Андреев говорил, что критика недовольна из-за художественных недостатков рассказа. После одного из разговоров с М. Горьким Андреев сказал: «…Когда я напишу что-либо особенно волнующее меня,- с души моей точно кора спадает, я вижу себя яснее и вижу, что я талантливее написанного мной. Вот — „Мысль“. Я ждал, что она поразит тебя, а теперь сам вижу, что это, в сущности, полемическое произведение, да ещё не попавшее в цель».
Рассказ привлек к персоне Л. Андреева не только критиков, но и специалистов в области психиатрии. В 1903 году доктор И. И. Иванов прочитал доклад на тему «Леонид Андреев как художник-психопатолог», где предположил, что писатель мог получить подобный опыт в момент нахождения в специальной лечебнице. Автор рассказа выступил с открытым письмом, в котором опроверг данную гипотезу.

## Аллюзии
В рассказе герой произносит следующие слова: «…я любил свою человеческую мысль, свою свободу. <…> Разве, как исполин, не боролась она со всем миром и его заблуждениями? На вершину высокой горы вознесла она меня, и я увидел, как глубоко внизу копошились людишки с их мелкими животными страстями…». Эти слова отсылают нас и евангельскому рассказу об искушениях Христа от диавола в конце Его сорокадневного поста в пустыне: «…Опять берёт Его диавол на весьма высокую гору и показывает Ему все царства мира и славу их, и говорит Ему: все это дам Тебе, если, пав, поклонишься мне» (Мф. 4. 1-11).